# Copa América de Ciclismo de 2011
A Copa América de Ciclismo de 2011 foi a 11ª edição da Copa América de Ciclismo, vencida por Breno Sidoti, que ocorreu no dia 09 de janeiro de 2011 em São Paulo. Foi realizada no autódromo de Fórmula 1 de Interlagos, no circuito de 4.3 quilômetros. A prova da elite masculina percorreu 20 voltas e foi vencida por Breno Sidoti, enquanto a competição elite feminina percorreu 6 voltas e viu Janildes Fernandes conquistar o tricampeonato.
Uma mudança comparada à prova do ano anterior foi a inversão do sentido pelo qual os atletas enfrentaram o circuito. Em 2011, o circuito foi corrido no sentido horário (o inverso da prova de Fórmula 1), o que aumentou a distância das subidas, tornando a prova mais difícil.

## Resultados

### Masculino
198 ciclistas das principais equipes nacionais largaram para as 20 voltas no circuito do Autódromo de Interlagos. Assim que a prova começou, começaram os ataques, o que já garantiu uma alta velocidade desde o começo. No fim da 3ª volta, José Eriberto conseguiu abrir uma fuga. Logo, um grupo de outros ciclistas se juntaram a Eriberto, incluindo alguns dos favoritos e outros nomes perigosos, como Roberto Pinheiro, 4º lugar na prova em 2009, Jean Coloca, 7º lugar no evento do ano anterior, e Daniel Rogelin, campeão brasileiro em 2001. Aproximando-se da metade da prova, Breno Sidoti também saltou do pelotão e alcançou o grupo da fuga, que agora era formado por 10 ciclistas. Na abertura da 11ª volta, o grupo tinha uma vantagem de 12 segundos sobre o pelotão principal.
Entretanto, não havia muita cooperação entre os atletas da fuga, e os que mais impunham o ritmo grupo eram Sidoti e Rogelin, trabalhando para Roberto Pinheiro e Jean Coloca, respectivamente. Devido a isso, Sidoti decidiu se desgarrar do grupo e atacou seus companheiros de fuga durante a subida do "S" na 15ª volta. O ciclista da Funvic - Pindamonhangaba logo se viu isolado na liderança, mas com quase todo o trabalho do grupo dos perseguidores caindo nas costas de Rogelin, conseguiu ampliar sua vantagem a cada volta para os demais ciclistas.
Sidoti administrou bem sua vantagem, chegando a abrir mais de 40 segundos de vantagem para o grupo dos perseguidores, e pôde comemorar a vitória nos últimos metros, isolado. O grupo chegou 29 segundos atrás de Sidoti, e Roberto Pinheiro foi o mais rápido no sprint final para garantir o segundo lugar, enquanto Jean Coloca chegou em terceiro. Os demais atletas da fuga fecharam as primeiras colocações. O pelotão principal não conseguiu muita organização na perseguição dos escapados, o que permitiu que ainda mais ciclistas conseguissem se distanciar deste. No fim, o grupo principal, com 49 atletas, chegou 2 minutos e 43 segundos após o vencedor, liderados por Raphael Serpa na 20ª colocação. 81 ciclistas completaram a prova.
|    | Ciclista            | Equipe                             | Tempo      |
| -- | ------------------- | ---------------------------------- | ---------- |
| 1  | Breno Sidoti        | Funvic - Pindamonhangaba           | 2h 02' 13" |
| 2  | Roberto Pinheiro    | Funvic - Pindamonhangaba           | + 29"      |
| 3  | Jean Coloca         | São José dos Campos - Cannondale   | m.t.       |
| 4  | José Eriberto       | Padaria Real - Céu Azul - Sorocaba | m.t.       |
| 5  | Lauro Chaman        | Memorial - Prefeitura de Santos    | m.t.       |
| 6  | Cristian Egídio     | Clube DataRo de Ciclismo           | m.t.       |
| 7  | Josimar Oliveira    | PZ Racing - Refactor - São Paulo   | m.t.       |
| 8  | Eduardo Henrique    | São Lucas Saúde - Americana        | m.t.       |
| 9  | Alexandre Mantovani | Associação Batataense de Ciclismo  | m.t.       |
| 10 | Maurício Knapp      | PZ Racing - Refactor - São Paulo   | + 36"      |

### Feminino
Após uma disputa acirrada durante as 6 voltas da competição feminina, a prova somente foi definida no sprint final. A então campeã brasileira Janildes Fernandes foi a mais rápida, superando Valquíria Pardial por poucos metros. Luciene Ferreira foi a terceira.
|   | Ciclista           | Equipe                           | Tempo   |
| - | ------------------ | -------------------------------- | ------- |
| 1 | Janildes Fernandes | São José dos Campos - Cannondale | 46' 38" |
| 2 | Valquíria Pardial  | Funvic - Pindamonhangaba         | m.t.    |
| 3 | Luciene Ferreira   | Funvic - Pindamonhangaba         | + 1"    |
| 4 | Natalia Lima       | PZ Racing - Refactor - São Paulo | m.t.    |
| 5 | Uênia Fernandes    | Clube Fernandes de Ciclismo      | + 2"    |

## Ligações Externas
- «Sítio oficial»
- Resultado Masculino Elite
- Resultado Feminino Elite